# 205
El 205 (CCV) fou un any comú començat en dimarts del calendari julià.

## Esdeveniments
- Reconstrucció del Mur d'Adrià en resposta a la devastació del nord de Britànnia per les incursions dels caledons.

## Naixements
- Plotí (segons el seu deixeble Porfiri)
- Erupció del Vesuvi